# Клиринговая валюта
Клиринговая валюта — валюта, международная счётная денежная единица, используемая для международных расчётов между странами-участницами соглашения о валютном клиринге. Одним из условий договора о валютном клиринге является выбор валюты, в которой будет вестись учёт взаимных обязательств и требований по различным внешнеэкономическим операциям участников из стран-участниц соглашения клирингового типа. В качестве валюты клиринга может быть выбрана валюта одной из стран-участниц соглашения, валюта третьей страны, либо международная расчётная единица.

## Порядок расчётов в клиринговой валюте
В рамках клирингового соглашения все расчёты между физическими и юридическими лицами из стран-участниц соглашения ведутся в клиринговой валюте путём безналичного зачёта взаимных обязательств и требований. Платежи с клиринговых счетов ведутся в каждой стране в её валюте с пересчётом валюты клиринга в национальную валюту по курсу соответствующей страны, если иное не оговорено в соглашении о валютном клиринге.
Порядок расчётов в клиринговой валюте следующий: импортёры и другие должники одной страны, имеющие денежные обязательства перед юридическими и физическими лицами другой страны, вносят соответствующие суммы в национальной валюте по курсу к клиринговой валюте на клиринговый счёт банка страны-контрагента, открытый в банке данной страны. Выплаты контрагентам другой стороны (например, экспортёрам) производятся в клиринговой валюте с остатка средств на клиринговом счёте в соответствующем банке. При отсутствии остатка средств в валюте клиринга в зависимости от условий клирингового соглашения кредиторам (например, экспортёрам) либо приходится ждать, пока на счёте появятся средства в валюте клиринга, либо предоставляется технический кредит в этой валюте.

## Примеры клиринговых валют
| Страны-участницы клирингового соглашения                                 | Период действия | Валюта клиринга            |
| ------------------------------------------------------------------------ | --------------- | -------------------------- |
| Двухсторонние соглашения СССР и социалистических стран                   | 1950-1963 годы  | Советский рубль            |
| СССР — Финляндия                                                         | 1945-1990       | Рубль                      |
| Двухсторонние соглашения: Болгария — Индия, Польша — Индия, СССР — Индия | 1970-е годы     | Индийская рупия            |
| СССР — Пакистан                                                          | 1970-е годы     | Пакистанская рупия         |
| Болгария — Шри-Ланка                                                     | 1970-е годы     | Британский фунт стерлингов |
| СССР — Китай                                                             | 1970-е годы     | Швейцарский франк          |
| СССР — Югославия                                                         | 1970-е годы     | Доллар США                 |